# Audi 100
Audi 100  été le nom de quatre générations d'automobiles du segment H.
Ce modèle a été créé dans le but, pour Audi, de pouvoir s'imposer à terme sur le marché des véhicules « haut de gamme ».

## Audi 100 C1

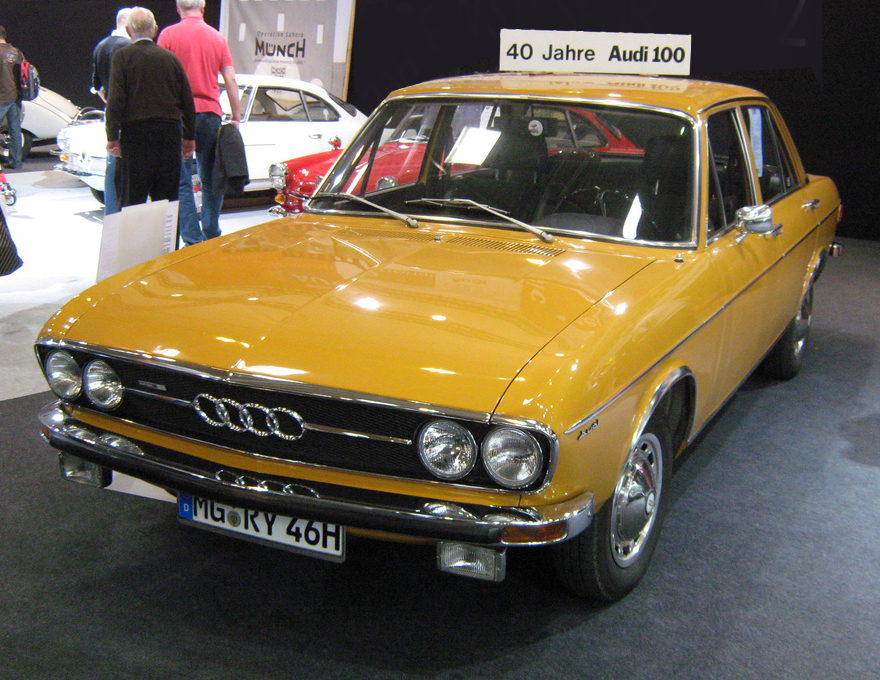
Audi 100 GL (1971-1973)

Le nom de la voiture est issu de la puissance de son moteur (environ 100 ch), comme cela est de coutume à l'époque depuis le renouveau de la marque et l'apparition de l'Audi 60
En plus de la berline, une version coupé fut commercialisée sous le nom d'Audi coupé 100S, équipé d'un moteur 4 cylindres 1,9 litre développant 115 ch grâce à ses deux carburateurs, puis 112 ch en simplifiant le montage à un seul carburateur.
Le design particulier de l'arrière de l'Audi A7 est inspiré de l'arrière de ce coupé.
L'Audi 100 C1 (type F104 ou comme Coupé F105) est une voiture de la classe moyenne supérieure d'Auto Union GmbH (à partir de 1969: Audi NSU Auto Union AG). C’est une traction avant équipée d’un moteur à quatre cylindres en ligne installé longitudinalement.
Elle a été construite à partir d'octobre 1968 comme une berline à quatre portes, la version à deux portes a suivi en octobre 1969. La production de l'Audi 100 Coupé S, lancée en septembre 1969, a commencé en juillet 1970.
Alors que l'Audi 100 C1 a été remplacée en Europe à l'été 1976 par le successeur Audi 100 C2 (type 43), la production pour le marché nord-américain s'est poursuivie jusqu'en mars 1977. Au total, 827 474 véhicules ont été construits [3].
Audi 100 LS deux portes (1969-1971)

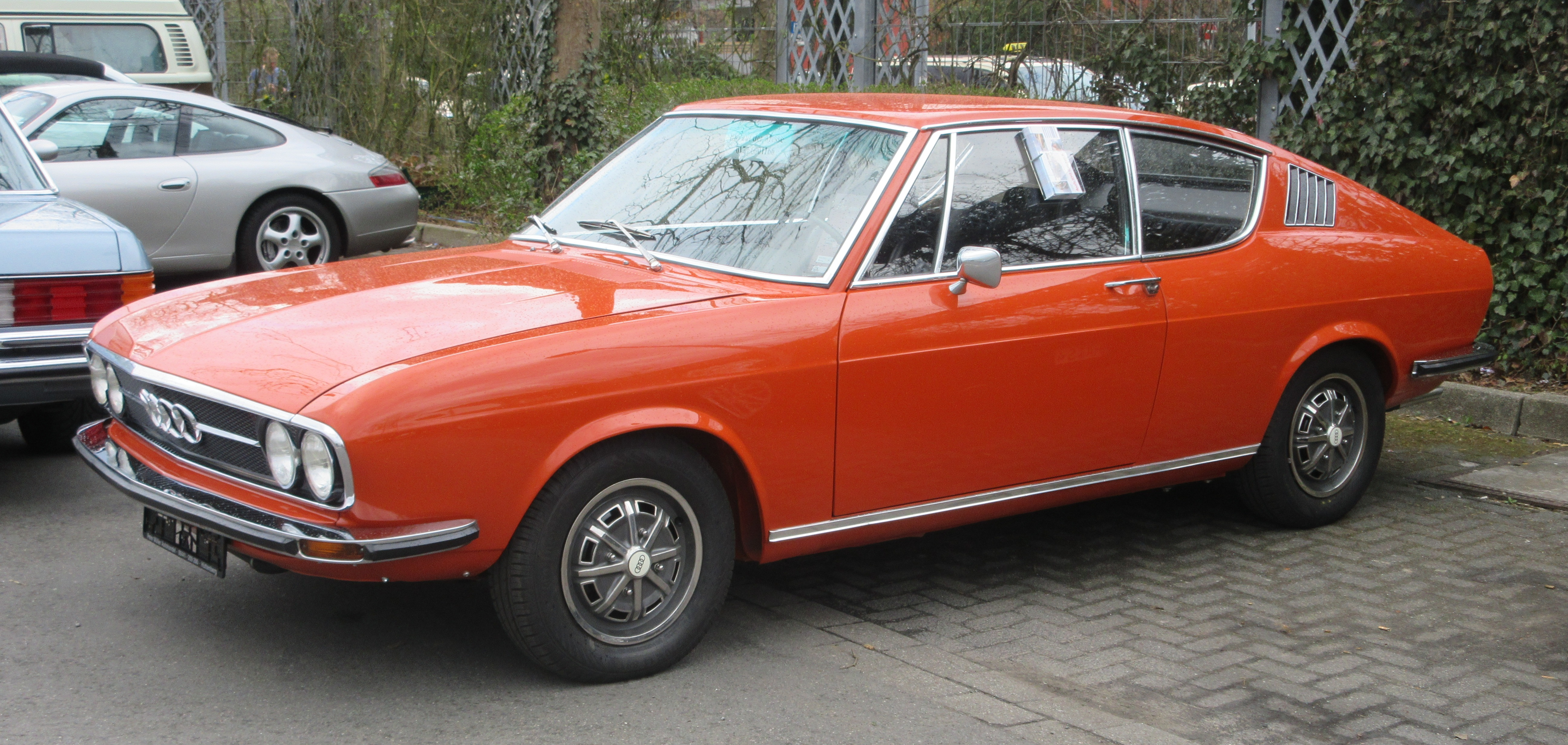
Audi 100 Coupé S (1970-1973)

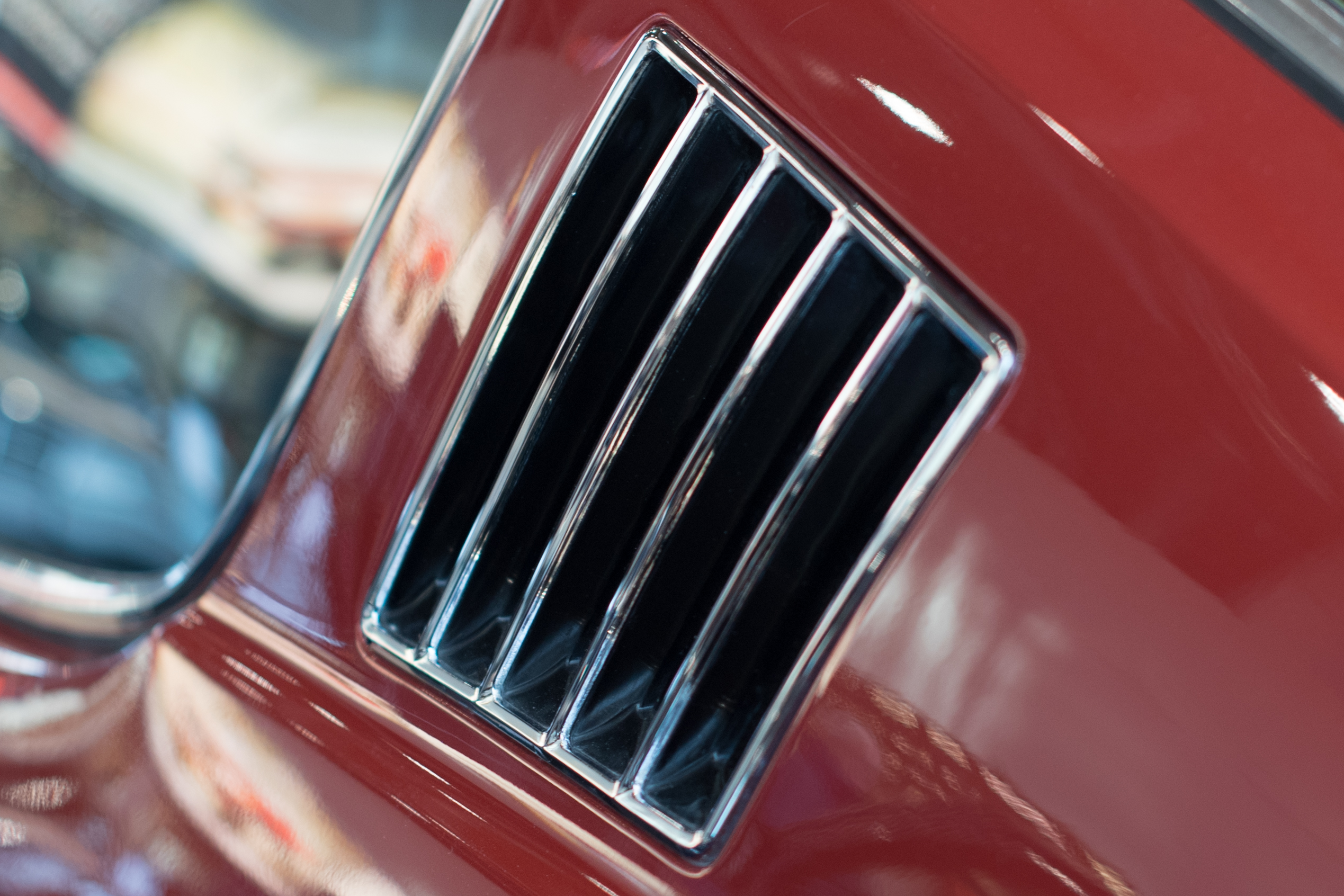
Détail design arrière Audi 100 Coupé S

L'histoire de la création de cette voiture est considérée comme assez inhabituelle. En substance, les responsables de Volkswagen à Wolfsburg pensaient qu'avec l’acquisition de la filiale Auto Union (DKW, puis Audi) appartenant à Daimler-Benz, qui risquait de faire faillite au milieu des années 1960, ils avaient acquis une usine d'assemblage supplémentaire à Ingolstadt pour la VW Coccinelle qui connaissait encore un succès certain. Les capacités disponibles de l’usine d’Ingolstadt furent donc utilisées pour l'assemblage de la VW Beetle. La DKW F102 dont les ventes s’essoufflaient a été modifiée et équipée d'un moteur à quatre temps. Avec cette voiture, connue en interne sous le nom d '"Audi F103", la marque Auto Union Audi a été nouvellement créée pour remplacer DKW. DKW produisant de petites voitures populaires, cette marque faisait doublon avec Volkswagen, qui décida de lui donner le nom de la défunte Audi et de lui affecter la production de voitures de milieu et haut de gamme. Ainsi, le logo aux 4 cercles d'Auto-Union fut maintenu, passant de la calandre des DKW à celle des Audi 
Ludwig Kraus, qui a travaillé chez Daimler-Benz jusqu'en 1963, ne croyait pas à l'avenir de la VW Beetle et a développé un nouveau modèle sous le nom Audi 100 chez Auto Union à l'insu du conseil de direction de VW et en grande partie après ses heures de travail. Seule la voiture une fois finie a été présentée à Nordhoff. Pour l'Audi 100, pour la première fois dans la production d'un véhicule de série, la carrosserie a été développée avec l’aide d’un ordinateur en utilisant la méthode des éléments finis. L’idée était de produire une série unique de 100 000 véhicules, mais la demande a finalement été si grande que 827 474 véhicules ont été produits au total.
Le développement secret de ce modèle a finalement été la raison pour laquelle Audi a été conservée en tant que marque indépendante. Le succès commercial des Audi considérées plus modernes ont sauvé Volkswagenwerk AG, qui connaissait alors une baisse des ventes au début des années 1970.
C’est donc la base technique de la nouvelle filiale Audi NSU qui a permis à Volkswagen une transition rapide du moteur arrière refroidi par air vers une plateforme technique plus moderne avec moteurs avant refroidis par eau et traction avant.
Initialement, toutes les voitures étaient équipées de moteurs à quatre cylindres de 1,8 à 1,9 litre de cylindrée. Ils étaient basés sur le «moteur moyenne pression» de l'Audi F103 que Mercedes avait développé, une construction conventionnelle avec un arbre à cames latéral qui fonctionnait de manière fiable et économique mais qui était également « rugueux ». En 1974, Audi a remplacé le moteur de 1 760 cm3 par un moteur de 1 588 cm3 avec un arbre à cames en tête.
En 1971, la production de l'Audi 100 a été transférée dans l'ancienne usine NSU de Neckarsulm.
En 1973, Audi en collaboration avec Porsche a développé deux prototypes basés sur l'Audi 100 Coupé S. Le premier a été nommé "V3". Il était équipé d'un moteur V8 prototype de la 928 d'une puissance de 350 ch ainsi que du train de roulement à roues arrière motrices de la 928. Elle avait de larges ailes évasées pour s'adapter au train de roulement plus large. La "V4" était une autre 100 Coupé S dont la carrosserie totale était élargie de 11 cm pour s'adapter au train de roulement et à la voie plus large de la 928.

### Motorisations
L'Audi 100 était disponible en trois motorisations 1,8 L, avant de recevoir le 1,9 L du coupé en version 112 ch. Cette dernière, baptisée « 100 GL », reprenait la calandre à quatre phares du coupé et possédait un équipement plus riche.
| Modèle           | Cylindrée | Puissance |
| ---------------- | --------- | --------- |
| 100              | 1 760 cm3 | 80 ch     |
| 100 S            | 1 760 cm3 | 90 ch     |
| 100 LS           | 1 760 cm3 | 100 ch    |
| 100 GL/100 Coupé | 1 810 cm3 | 112 ch    |

## Audi 100 C2
L'Audi 100 C2 a été dessinée par Claus Luthe.

### Phase 1 1976-1979
Pour donner suite à ses ambitions d'évolution, Audi sort en 1976 l'Audi 100 C2, qui aura notamment pour vocation d'aller concurrencer Mercedes et BMW sur ses plus gros segments, c'est-à-dire la Mercedes-Benz W123 et la BMW Série 5 E12.
D'abord disponible en version berline quatre-portes à partir d'août 1976, Audi sort en février 1977 une version équipée d'un hayon (appelée « Avant ») qui ne désigne alors pas encore un break.
La même année, Audi introduit une version deux-portes. Cette dernière ne portera pas la dénomination « Coupé », a contrario de l'Audi 100 C1, mais sera néanmoins disponible dans cette rare variante, aussi appelée « Coach ».
En plus du quatre-cylindres de 63 kW (85 ch), Audi présente son nouveau moteur cinq-cylindres à carburateur de 85 kW (115 ch), le 5S. Cette génération est la première voiture de série à être équipée d'un moteur à cinq-cylindres en ligne à essence (la paternité du cinq-cylindres Diesel dans une automobile revient à Mercedes-Benz).
Une version Diesel de ce moteur est également commercialisée, un 2 litres développant 70 ch, 5D.

### Phase 2 1979-1982
En août 1979, l'Audi 100 subit un lifting qui se traduira par des feux avant agrandis avec feux clignotants blancs, des feux arrière élargis et un aménagement intérieur révisé.
Durant l'été 1981, la version CS est dévoilée, elle se démarquera par l'apparition d'un spoiler, de jantes en alliage, une boite avec une 5e vitesse dite « Économique » (rapport long) et un nouveau 1,9 litre à cinq cylindres (5S) à carburateur (115 ch).
En Italie, le 1.9 (5S) a également été disponible sur les Audi 100 CD, ce afin de contourner la taxe de luxe locale pour les véhicules de plus de 2,0 litres. Le moteur diesel turbocompressé est également disponible (87 ch).

### Audi 200
La fin de l'année 1979 marque également l'arrivée de sa luxueuse variante : l'Audi 200 (5000 aux Etats-Unis en raison de son nombre de cylindres). Cette dernière marquera la première incursion d'Audi dans le segment « haut de gamme ». L'Audi 200 reprend la base de l'Audi 100 CD en incluant par ailleurs deux nouveaux moteurs : un 100 kW (136 ch) injection (5E) et une version turbo injection de 125 kW (170 ch) appelée 5T. La version intérieure est un peu plus luxueuse que l'Audi 100 CD, avec un ciel de toit qui a le même revêtement que les sièges et garnitures de portières, et un accoudoir central avant. De plus, la calandre adopte 4 phares rectangulaires ainsi qu'un remodelage des pare-chocs.

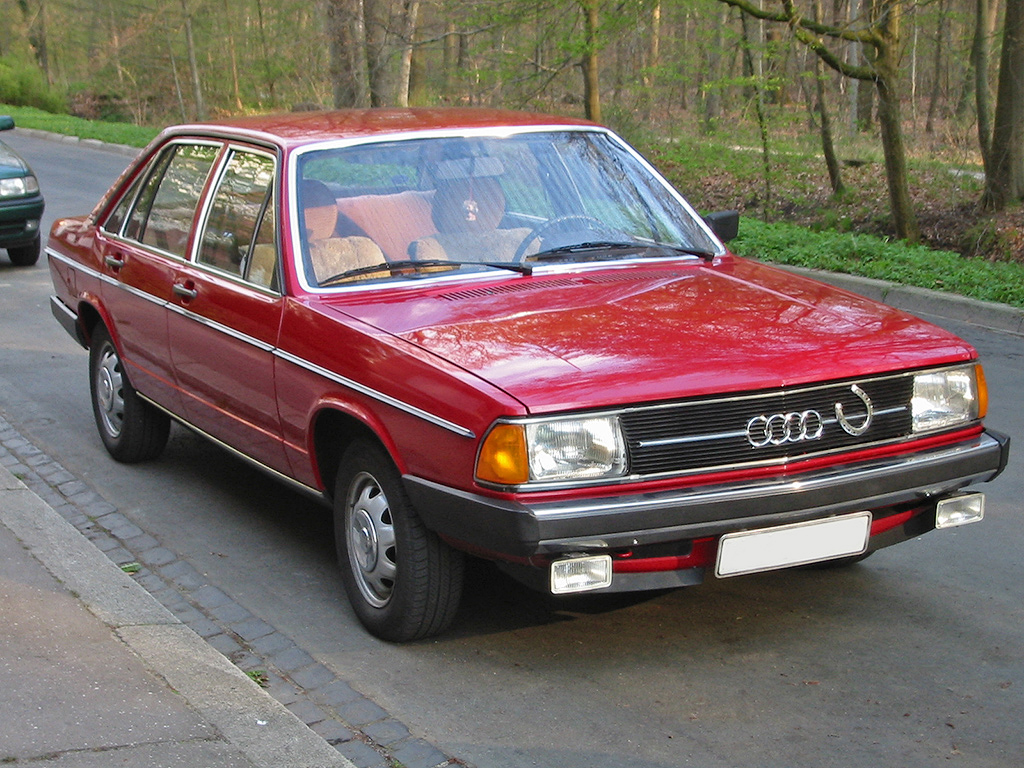
Avant
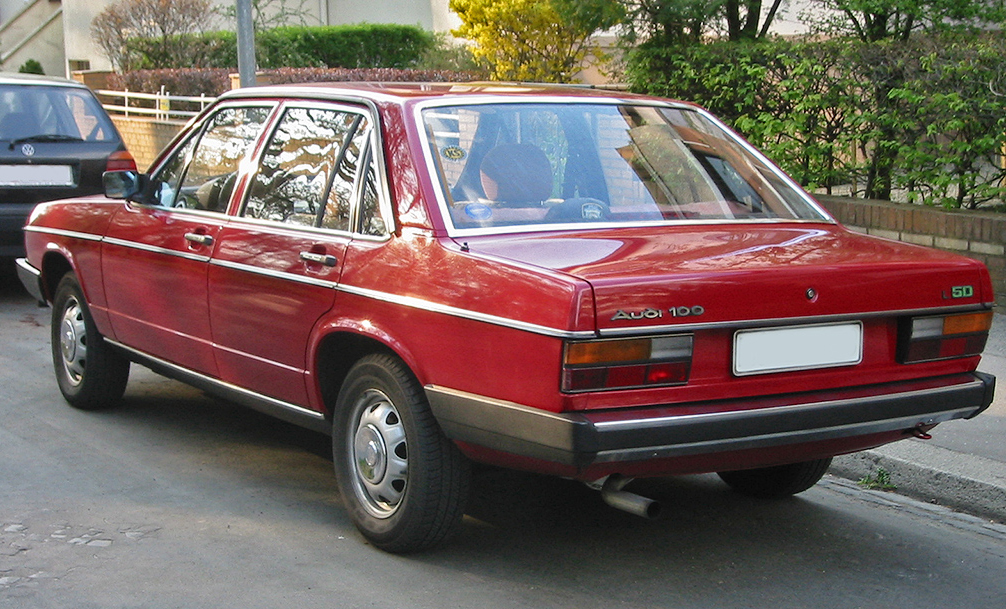
Arrière
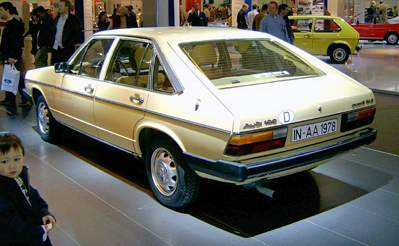
Version avec hayon (bicorps, Audi Avant)

Culture populaire

Une Audi 200 apparaît dans E.T conduite par la mère d'Elliott ainsi que dans Magnum, c'est la voiture de Robin Masters.

## Audi 100 C3

### Historique
Elle a remporté le trophée européen de la voiture de l'année en 1983, en partie grâce à son aérodynamique poussée. 

### Phase 1 1982 - 1988

#### 1982
En octobre 1982, Audi présente la nouvelle Audi 100 (également appelée C3 ou Type 44) au Salon de l'automobile de Francfort où elle rencontrera un succès médiatique. En effet, cette dernière marquera un nouveau tournant dans sa gamme puisqu'elle renoue avec de nombreux éléments propres aux C1 et aux C2 (aérodynamique modifiée, segment de marché plus élevé, conception avant-gardiste, introduction du Quattro, etc.). En outre, avec la 100, Audi se lance définitivement à l'attaque de ses principaux concurrents de l'époque, que sont notamment BMW et Mercedes-Benz.

#### 1983
Août 1983 marque le réel lancement de l'Audi 100 Type 44. En effet, à cette date, la 100 était disponible : 
- Sous cinq motorisations, 3 essence : 1 781 cm3/75 ch (Carb.), 1 921 cm3/100 ch (Carb.) et 2 144 cm3/136 ch (Inj.) ; et deux Diesel : 1 986 cm3/70 ch et 1 986 cm3/87 ch (turbo diesel)
- Le break dénommé "Avant" fait son apparition. Aux formes controversées pour un break de l'époque, il emportera également sa part de succès dans l’avènement de la 100 sur le marché.
- La 100 est déclinée sous une nouvelle déclinaison luxueuse, l'Audi 200 (présentation plus flatteuse et moteur 5 cylindres turbocompressé)

#### 1984
Le moteur 1.8 75 ch., jugé « trop juste », disparaît du catalogue (mais reste disponible sur commande spéciale) pour laisser place au 1.8 90ch plus adapté au gabarit de la voiture. À noter que le 1.8 75 ch. n'a jamais été proposé sur les versions Avant.

#### 1985
Deux nouveaux moteurs sont présentés : 2 226 cm3/138 ch (injection) et 1 994 cm3/115 ch (inj.). Ces moteurs reçoivent la coupure d'alimentation en décélération. 
Apparaît également pour ce millésime la 100 CS quattro, équipée de la transmission intégrale qui commence à faire les beaux jours d'Audi. Elle n'est disponible qu'avec le moteur de 2,2 litres développant 138 ch.
Toutes les carrosseries des Audi 100 sont désormais galvanisées de série.

#### 1986
Pour le millésime 86 apparait la première série spéciale de l'Audi 100 C3 : la finition Ascott. Elle reprend la finition CC et y ajoute les anti-brouillards avant, un enjoliveur plastique entre les feux arrière, une sellerie « Prince de Galles ». Elle est d'abord proposée avec le 1,8 litre 4 cylindres de 90 ch. avant d'être proposée avec le 2,0 litres 5 cylindres de 115ch. l'année suivante.

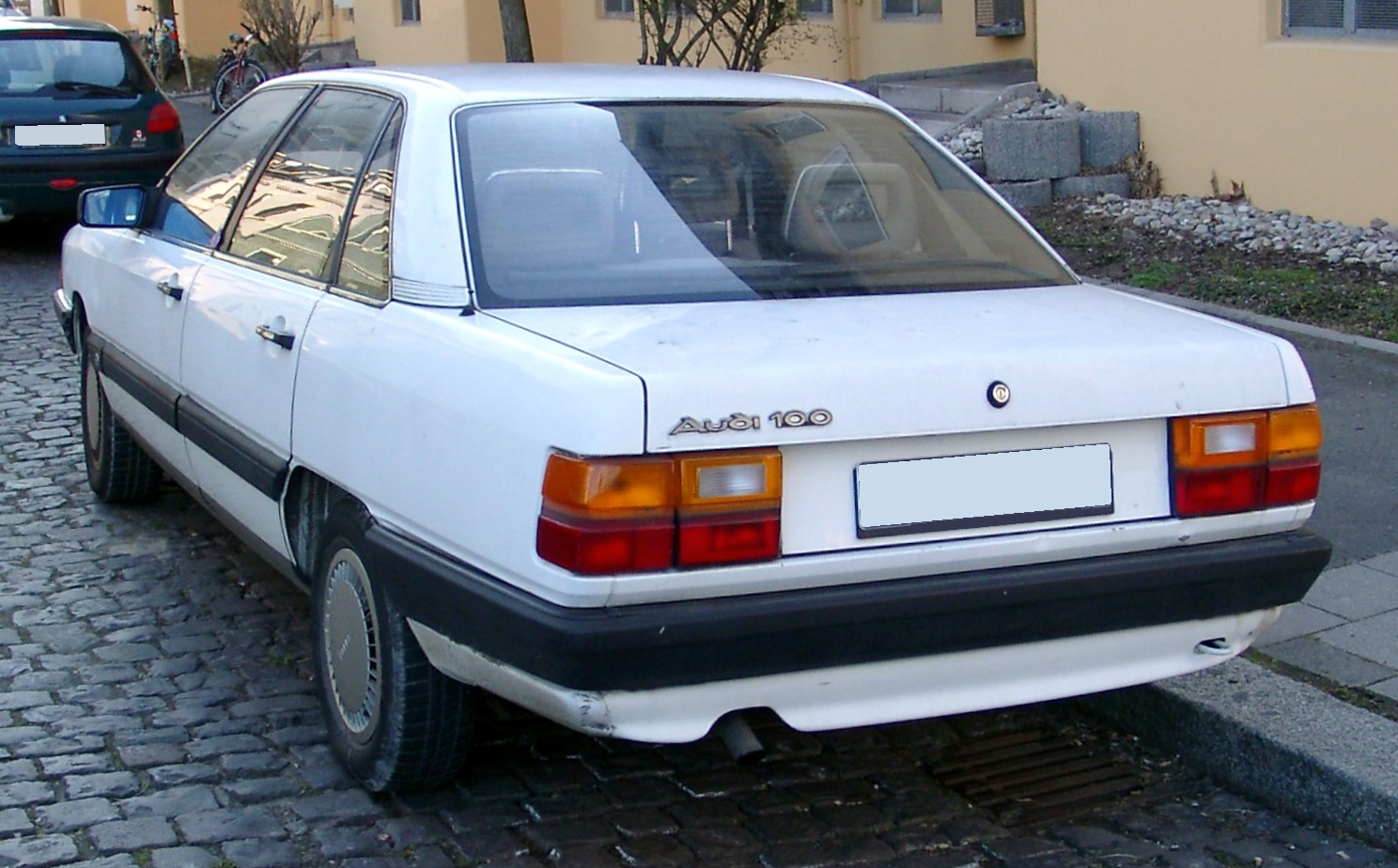
Vue arrière Audi 100 Berline (1982–1988)
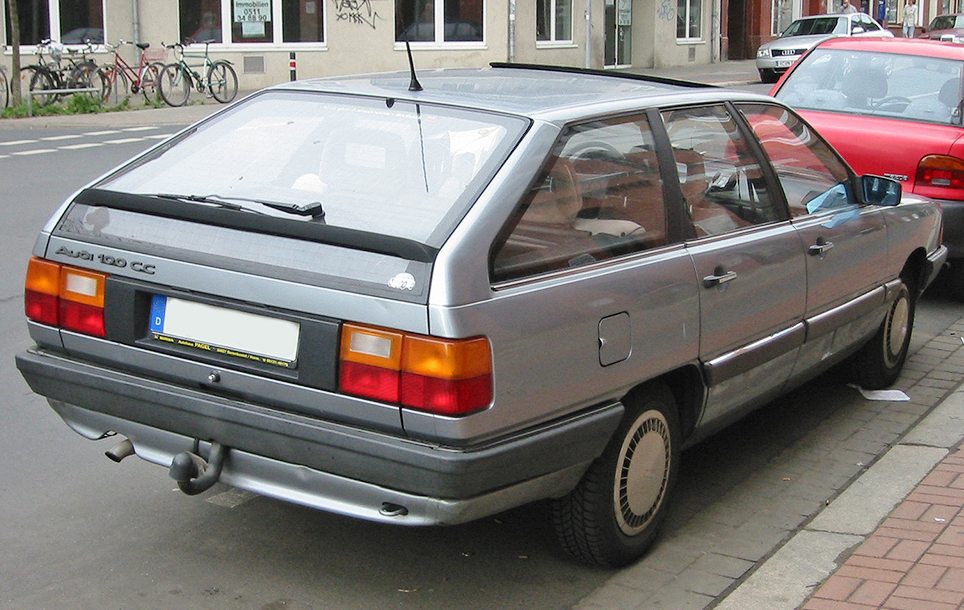
Vue arrière Audi 100 Avant (1983–1988)

### Phase 2 1988 - 1991

#### 1988
En janvier 1988, l'Audi 100 subit une importante cure de rajeunissement : extérieurement, elle adopte les poignées de porte intégrées inaugurées par l'Audi 80 type 89. L'intérieur est revu, le tableau de bord est arrondi, les compteurs sont inspirés des gammes Porsche (dont Audi produit les 924 et 944 dans la même usine de Neckarsulm), la malle est modifiée sur les berlines, ainsi que d'autres améliorations mineures.
Les niveaux de finition CC, CS et CD disparaissent pour ne laisser que le sigle de la motorisation sur la malle arrière (en essence, 2.0E et 2.2E, la version de base en 4 cylindres 1,8 l étant simplement nommée « Audi 100 »). 
Au total, plus de 20 options différentes étaient disponibles, du 2,4 L Diesel (82 ch) au 2,2 L Turbo (165 ch).

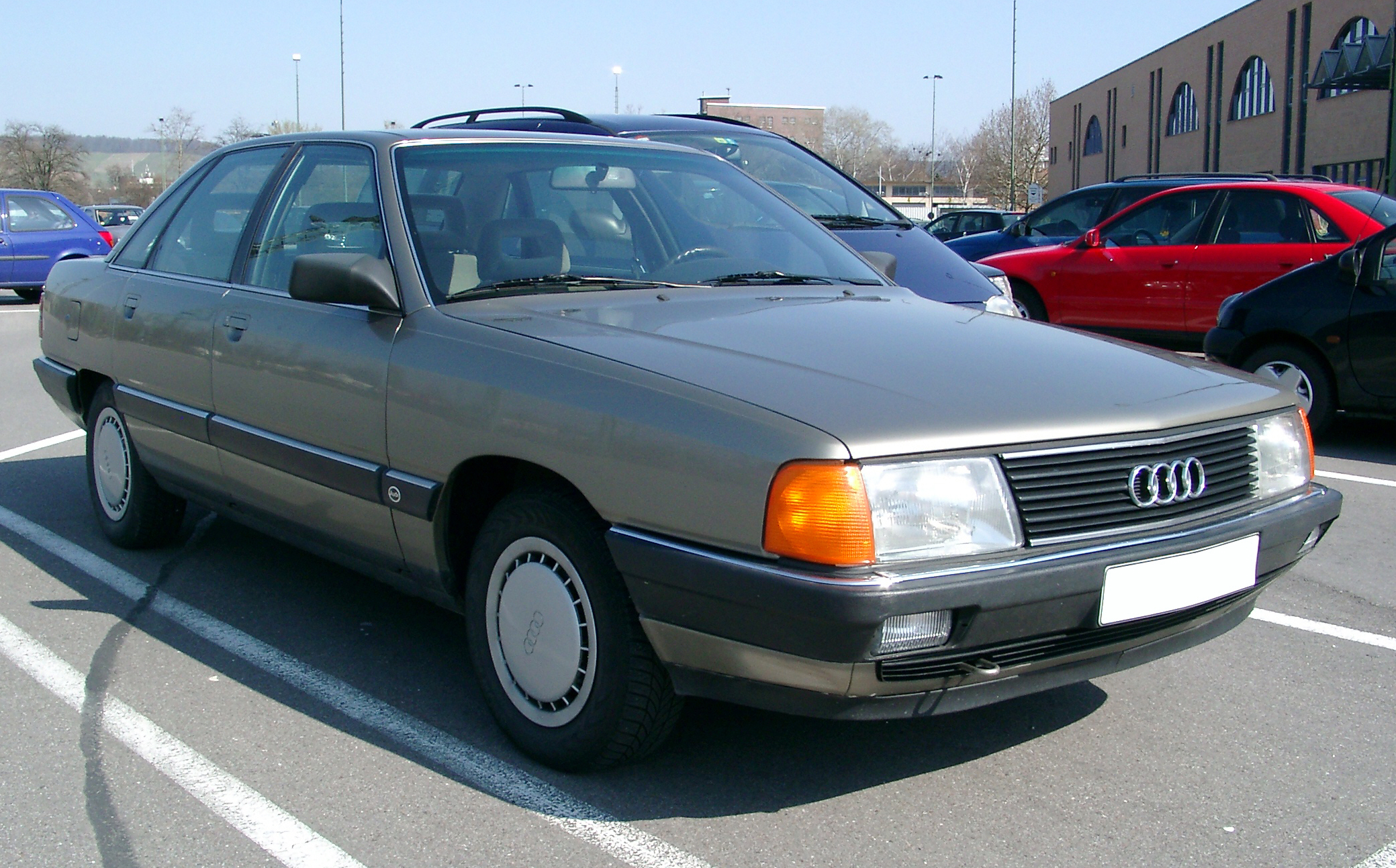
Audi 100 (1988–1991)
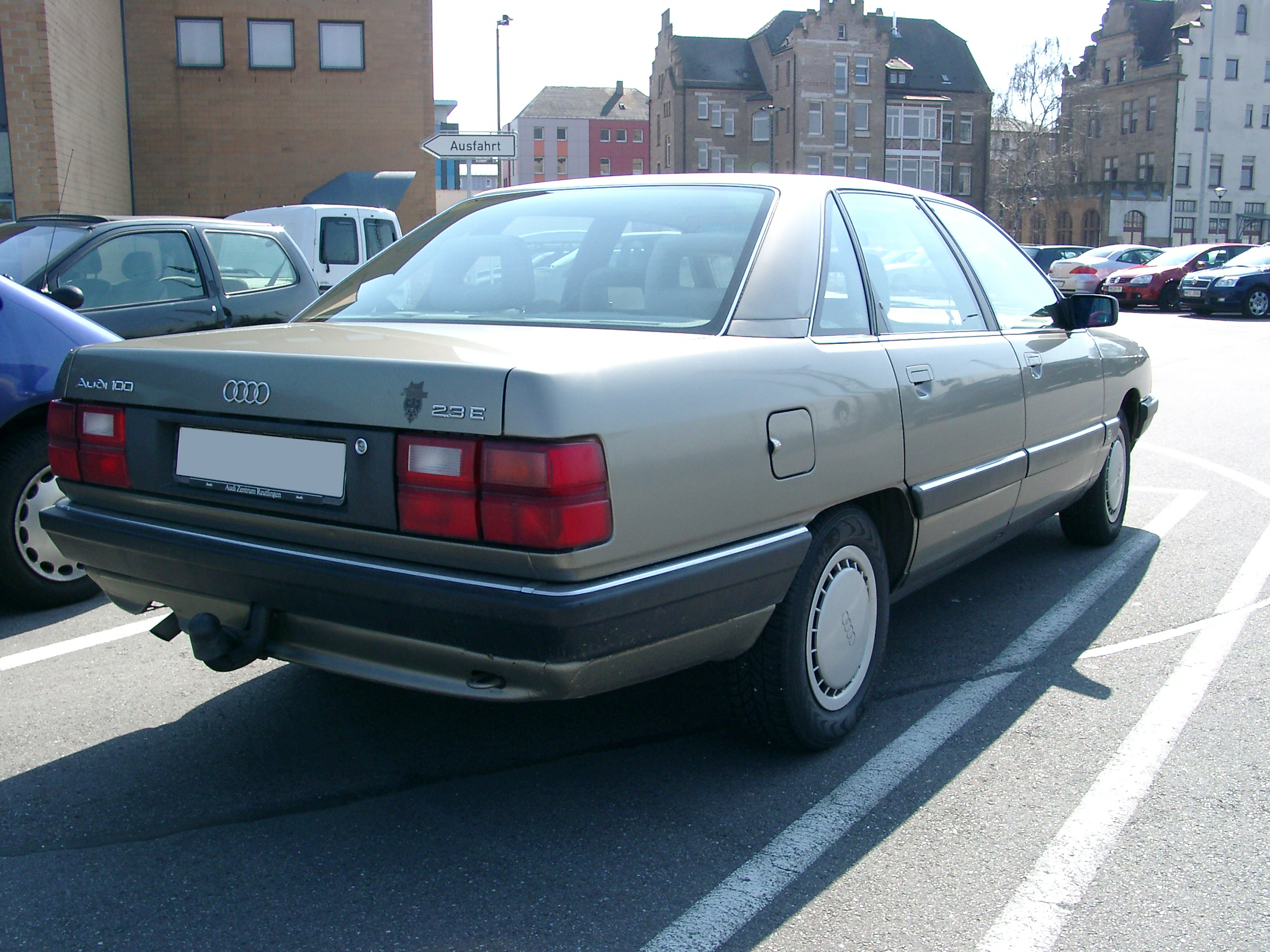
Vue arrière
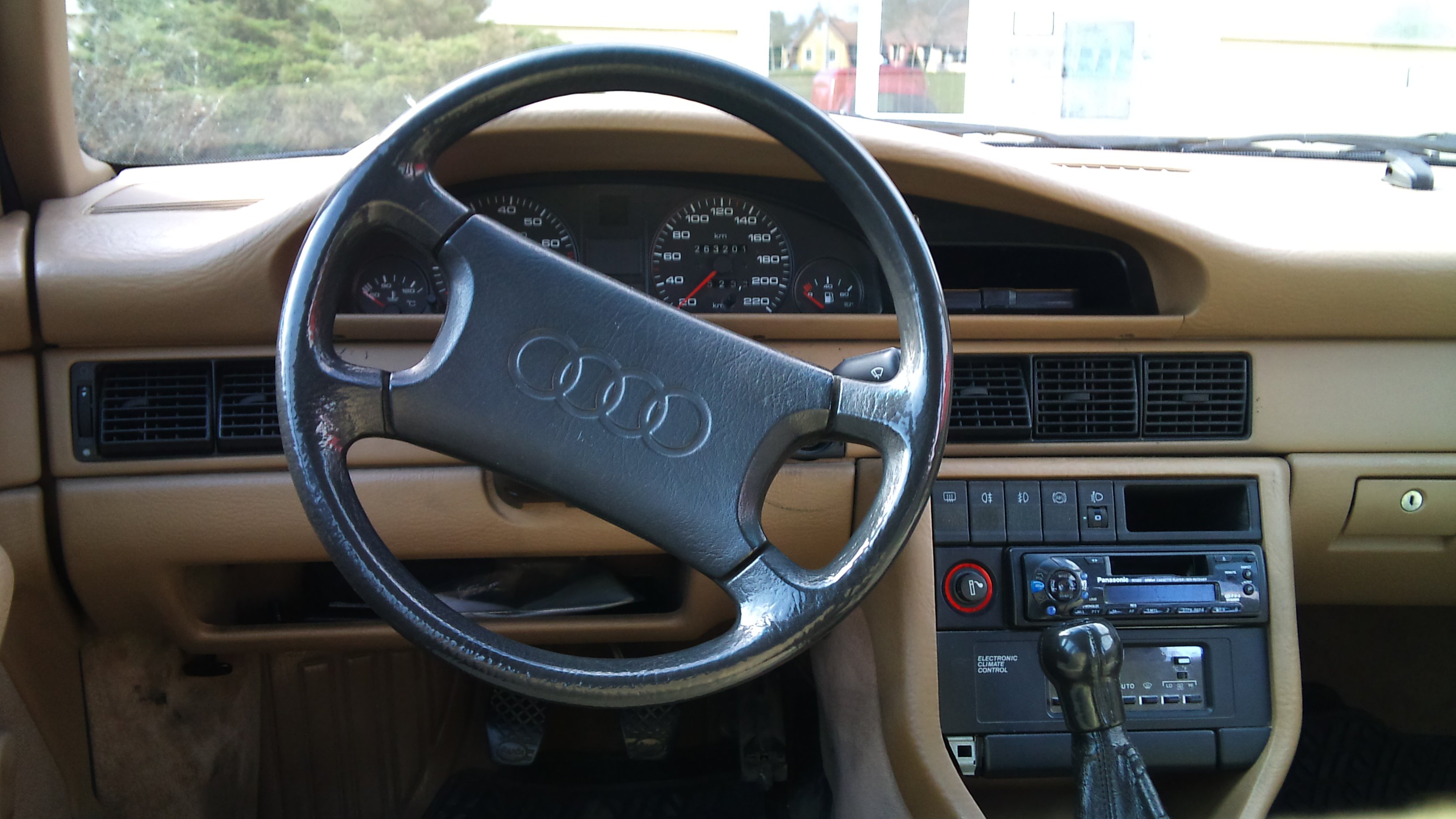
Intérieur

#### 1989
Pour le millésime 1989, le moteur 2,2 litres laisse place en France au 2,3 litres catalysé de 136 ch (augmentation de l'alésage pour compenser la perte de puissance due au catalyseur).
Côté sécurité, on note l'apparition du système de sécurité Procon-Ten (qui tend les ceintures et rétracte le volant dans le tableau de bord en cas de choc frontal) ainsi que d'un airbag conducteur maintenant disponible en option.
Par ailleurs, une série spéciale Sport est au catalogue. Les motorisations 2,3 litres, 2,2 litres turbo, 2,5 litres TDI sont disponibles en quattro et Avant. Les options de cette série comprennent des ailes élargies, cinq jantes Ronal Aero en 7,5x15" ET35 chaussées en 215/60, le toit ouvrant, le volant et pommeau de levier de vitesse en cuir, la sellerie sport rayée (badgée "quattro" sur les versions à transmission intégrale), les manomètres additionnels au bloc compteur, ou encore, la suspension abaissée (ressorts plus courts)…

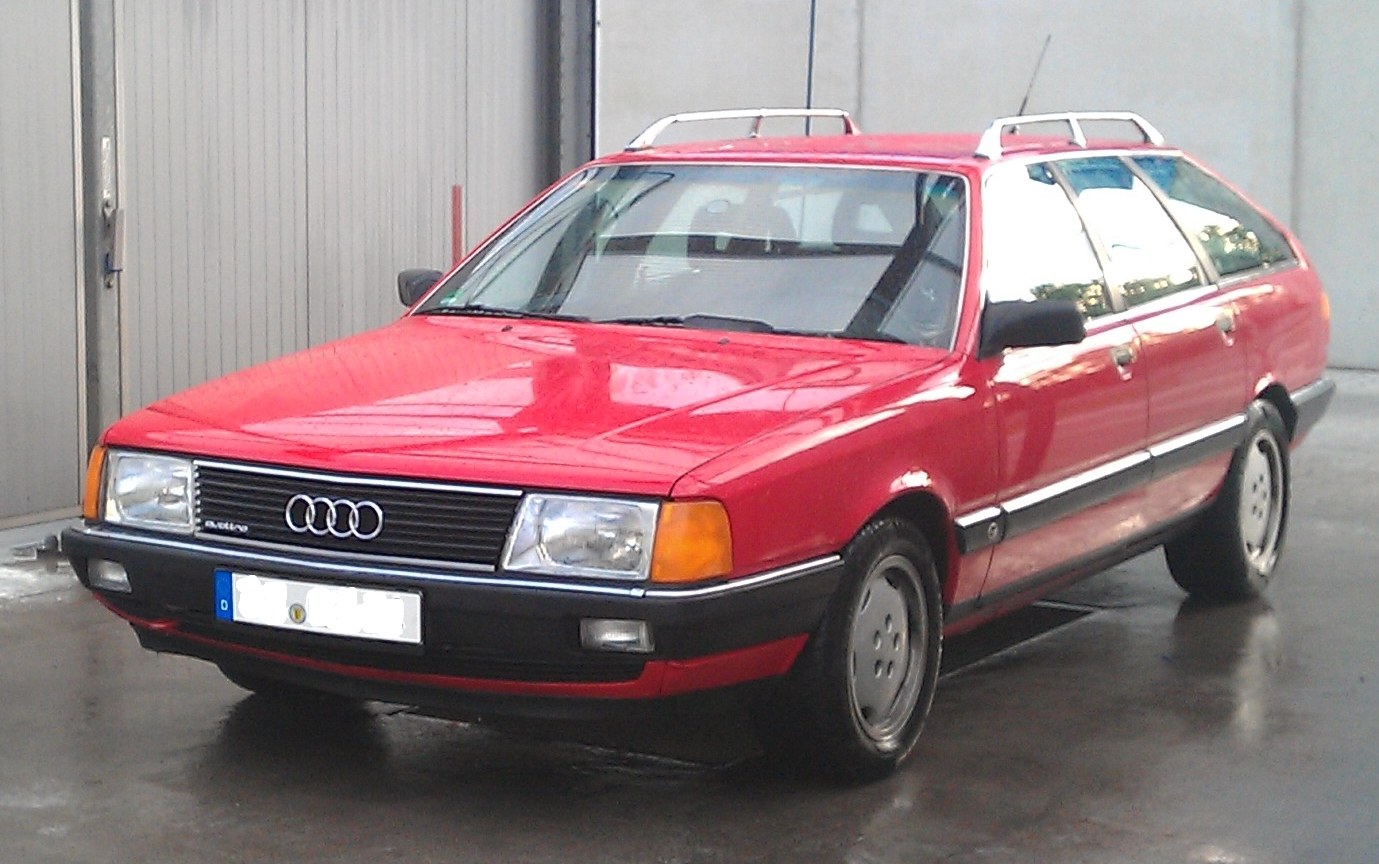
Audi 100 Avant quattro « Sport » 2.3E (Modèle spécial S 711)
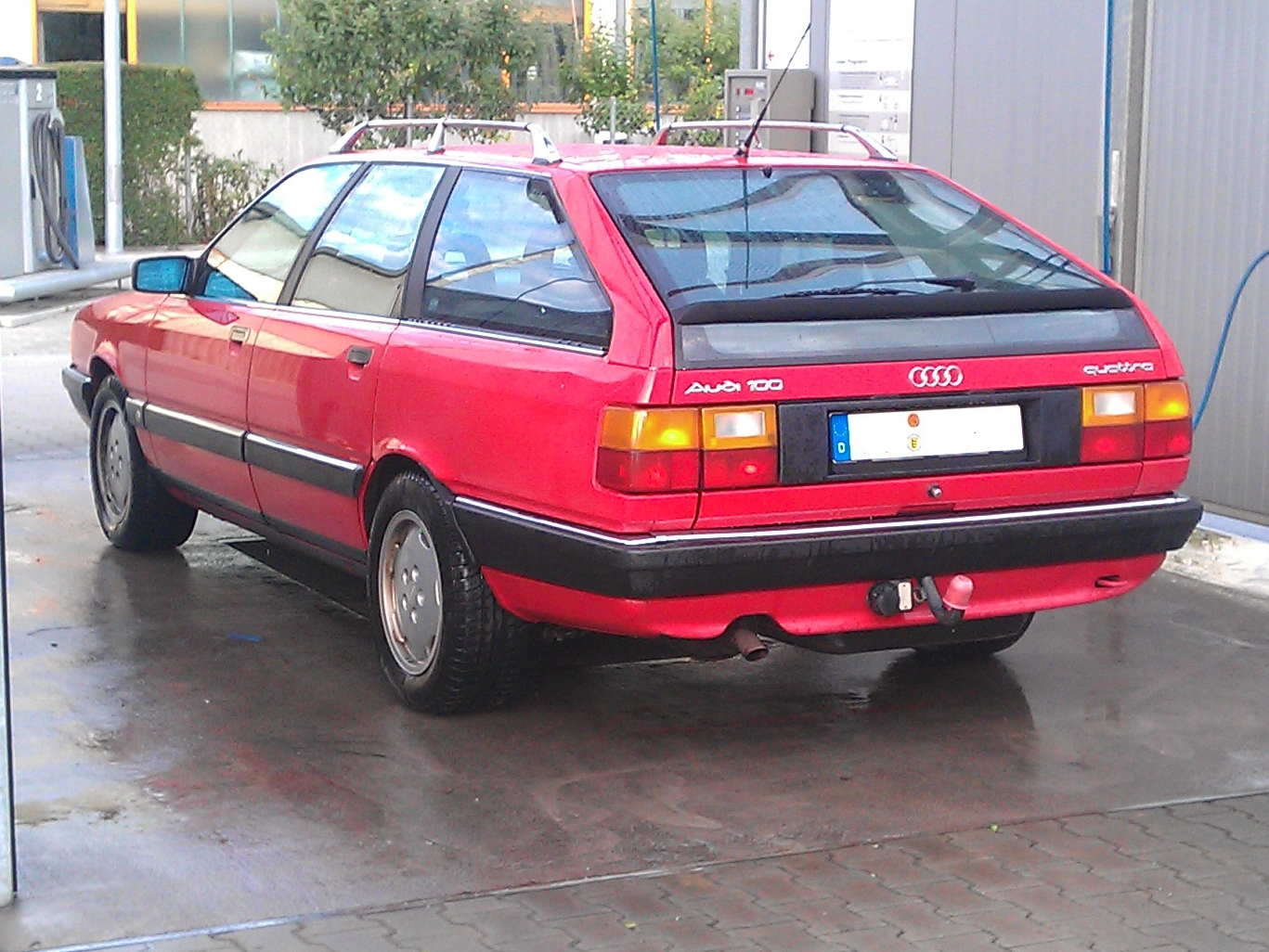
Vue arrière
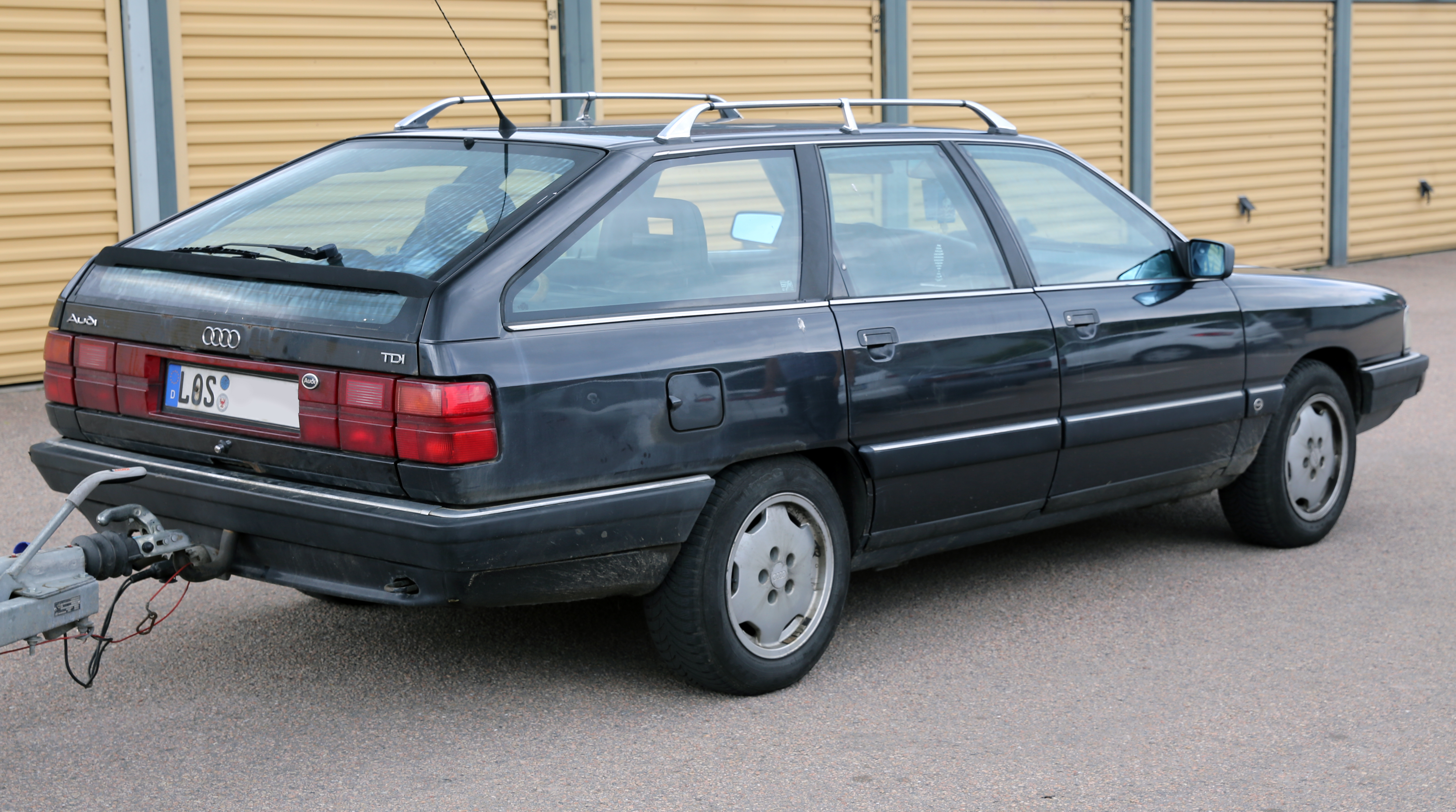
Audi 100 Avant TDI (1990)

### Conception

#### Design et aérodynamique
La 100 se démarque tout d'abord par un Cx alors record (pour une voiture de grande série) de 0,30.
Le style de cette nouvelle génération de 100 se distingue donc par sa forme favorisant, entre autres, les valeurs aérodynamiques :
- Vitres latérales affleurantes situées au même niveau que les tôles. Afin de se mouvoir, les vitres étaient fixées sur des guides verticaux, dans lesquels coulissaient des ergots plantés dans le verre.
- Carters aérodynamiques situés sous la caisse, autour des antibrouillards, des rétroviseurs, incluant également un fond « relativement » plat pour une voiture de cette époque.
- Joints à profusion : sous les feux et la calandre, sous le capot, autour des portières, etc.
- Antenne située dans la lunette arrière (pour les berlines uniquement).

#### Intérieur
[À renseigner]

#### Châssis et trains roulants
Bien que nouvelle en apparence, sous ses dessous novateurs, l'Audi 100 Type 44 reprend les trains roulants de la C2, c'est-à-dire les mêmes jambes de force, amortisseurs, etc. pour le train avant.
Pour les versions 2 roues motrices, le train arrière sera assuré par un essieu semi-rigide guidé latéralement par barre Panhard. Système repris également de la Type 43 (C2) et équipant aussi la 80 contemporaine.
Le train arrière des versions quattro est de type pseudo-McPherson inspiré de l'Audi quattro.
La caisse du véhicule est issue de celle de la précédente génération mais elle bénéficie d'évolutions pour alléger et rigidifier la voiture. Ainsi, les poutres de pare-chocs ainsi que les cadres de vitres de portes sont en aluminium, la structure de la partie avant est simplifiée au maximum ou encore le bac de roue de secours est en fibre renforcée collé à la caisse au lieu d'un élément en acier soudé.
La voiture bénéficie également d'une protection anticorrosion très performante avec des tôles entièrement galvanisées.

### Motorisations
Audi montera tout d'abord des 4 cylindres pour ses entrées de gamme, puis déclinera toute une panoplie de 5 cylindres sur la 100, dérivés de ceux issus de la Type 43 (100 & 200), des 80, 90, Coupé GT et Ur-quattro.
Bien que relativement similaires sur le papier (cylindrées allant de 1,9 à 2,3, carburateur ou injections Bosch K-Jetronic et KE-Jetronic), de nombreuses variantes sont notables entre ces moteurs au point de vue de la conception et des performances.
Audi ne se limitera qu'au K-Jetronic (et ses déclinaisons KE et KE III) sur ces autos, ce qui, face à la concurrence (BMW et Mercedes-Benz), sera une légère tare, tant au niveau de la conception qu'aux niveaux de l'entretien, de la fiabilité ou des performances.
Néanmoins, les cinq cylindres se révèleront très robustes, de même que leurs boites de vitesses, ce qui compensera allègrement sur l'agrément mécanique de la 100.
En diesel, la 100 type 44 n'a été motorisée que par des 5 cylindres. Initialement des 2,0 L de 70 ch (atmosphérique), ensuite 87 puis 100 ch (turbocompressé), elle a reçu pour les derniers millésimes le 2,5 L TDI de 120ch qui est le premier moteur TDI du groupe Volkswagen ainsi qu'un 2,4 l atmosphérique (80ch) qui remplaça le 2,0 L.

#### Essence
La liste ci-dessous concerne tous les moteurs existants (pas forcément en France). Sont normalement exclues les variantes japonaises, californiennes plus quelques autres variétés
| Modèle           | Cylindrée (cm3)  | Code Moteur      | Type de moteur   | Performance      | Disponible en Quattro | Catalyseur       | Production       | Spécificité      |
| Quatre Cylindres | Quatre Cylindres | Quatre Cylindres | Quatre Cylindres | Quatre Cylindres | Quatre Cylindres      | Quatre Cylindres | Quatre Cylindres | Quatre Cylindres |
| ---------------- | ---------------- | ---------------- | ---------------- | ---------------- | --------------------- | ---------------- | ---------------- | ---------------- |
| 1.8              | 1781             | DR               | Carburateur      | 55 kW (75 ch)    | -                     | -                | 08.1982–12.1987  |                  |
| 1.8              | 1781             | SH               | Carburateur      | 65 kW (88 ch)    | Oui                   | Oui              | 02.1986–07.1990  |                  |
| 1.8              | 1781             | 4B               | Monojetronic     | 66 kW (90 ch)    | -                     | -                | 01.1988–09.1989  |                  |
| 1.8              | 1781             | DS               | Carburateur      | 66 kW (90 ch)    | -                     | -                | 08.1983–07.1989  |                  |
| 1.8              | 1781             | PH               | KE-Jetronic      | 66 kW (90 ch)    | Oui                   | Oui              | 04.1985–12.1990  |                  |
| Cinq Cylindres   |                  |                  |                  |                  |                       |                  |                  |                  |
| 1.9              | 1921             | WH               | Carburateur      | 74 kW (100 ch)   | -                     | -                | 08.1982–07.1984  |                  |
| 2.0              | 1994             | SL               | K-Jetronic       | 83 kW (113 ch)   | -                     | Oui              | 02.1986–12.1987  |                  |
| 2.0              | 1994             | KP               | K-Jetronic       | 85 kW (115 ch)   | -                     | -                | 08.1984–12.1987  |                  |
| 2.0              | 1994             | RT               | K/KE-Jetronic    | 85 kW (115 ch)   | -                     | Oui              | 01.1988–12.1990  |                  |
| 2.1              | 2144             | WC               | K-Jetronic       | 100 kW (136 ch)  | -                     | -                | 08.1982–07.1984  |                  |
| 2.2              | 2226             | KZ               | KE-Jetronic      | 85 kW (115 ch)   | -                     | Oui              | 10.1984–09.1986  |                  |
| 2.2 E quattro    | 2226             | PX               | K-Jetronic       | 88 kW (120 ch)   | -                     | Oui              | 09.1988–11.1990  |                  |
| 2.2              | 2226             | KF               | K-Jetronic       | 96 kW (131 ch)   | -                     | -                | 02.1982–07.1984  |                  |
| 2.2              | 2226             | KU               | K-Jetronic       | 101 kW (138 ch)  | Oui                   | -                | 08.1984–12.1990  |                  |
| 2.2 Turbo        | 2226             | MC(1) & MC2      | K-Jetronic       | 121 kW (165 ch)  | Oui                   | Oui              | 08.1986–11.1990  |                  |
| 2.3 E            | 2309             | NF(1)            | KE-Jetronic      | 100 kW (136 ch)  | Oui                   | Oui              | 10.1986–11.1990  |                  |
| 2.3 E            | 2309             | NF2              | KEIII-Jetronic   | 98 kW (133 ch)   | Oui                   | Oui              | 01.1990–11.1990  |                  |
| 2.3              | 2309             | HX               | K-Jetronic       | 101 kW (138 ch)  | -                     | -                | 08.1984–12.1987  |                  |

Culture populaire
Jean Dujardin en conduit une dans Le Daim ou d'ailleurs la totalité des véhicules présents dans le film proviennent des années 80 et 90.

## Audi 100 C4
Cette nouvelle génération évolue dans tous les domaines : carrosserie à forme plus douce, nouveau moteur V6 essence conçu pour remplacer progressivement les 5 cylindres (dont seul le 2,3 l essence subsiste), nouvel intérieur et nouveaux coloris de sellerie, les dimensions restent cependant quasi identiques à la précédente version.
Techniquement, elle repose sur une évolution de la plate-forme précédente avec un train avant légèrement revu. Une version sportive apparaît sous le nom de 100 S4, équipée soit du 5 cylindres 2,2 litres turbo maison d'une puissance de 230 ch,  soit du V8 4,2 l de 290 ch. Une transmission quattro et une boîte manuelle à 5 puis 6 vitesses sont également proposées.
À partir de 1994, elle est légèrement redessinée (phares plus effilés avec clignotants avant blancs, feux arrière) et reçoit l’appellation que nous connaissons actuellement baptisée « A6 ». Elle est remplacée en 1997 par une nouvelle génération aux dimensions plus généreuses.

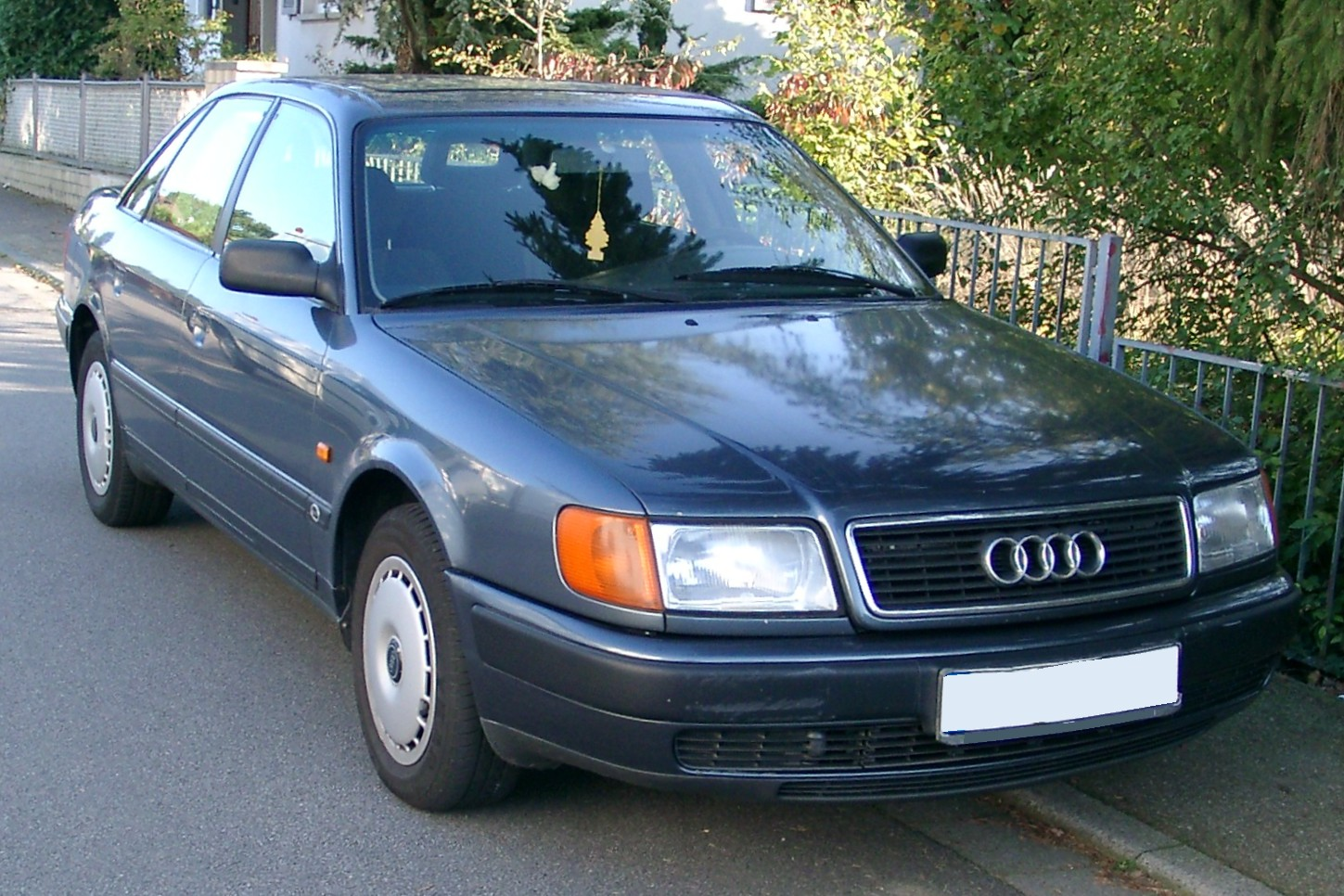
Avant.
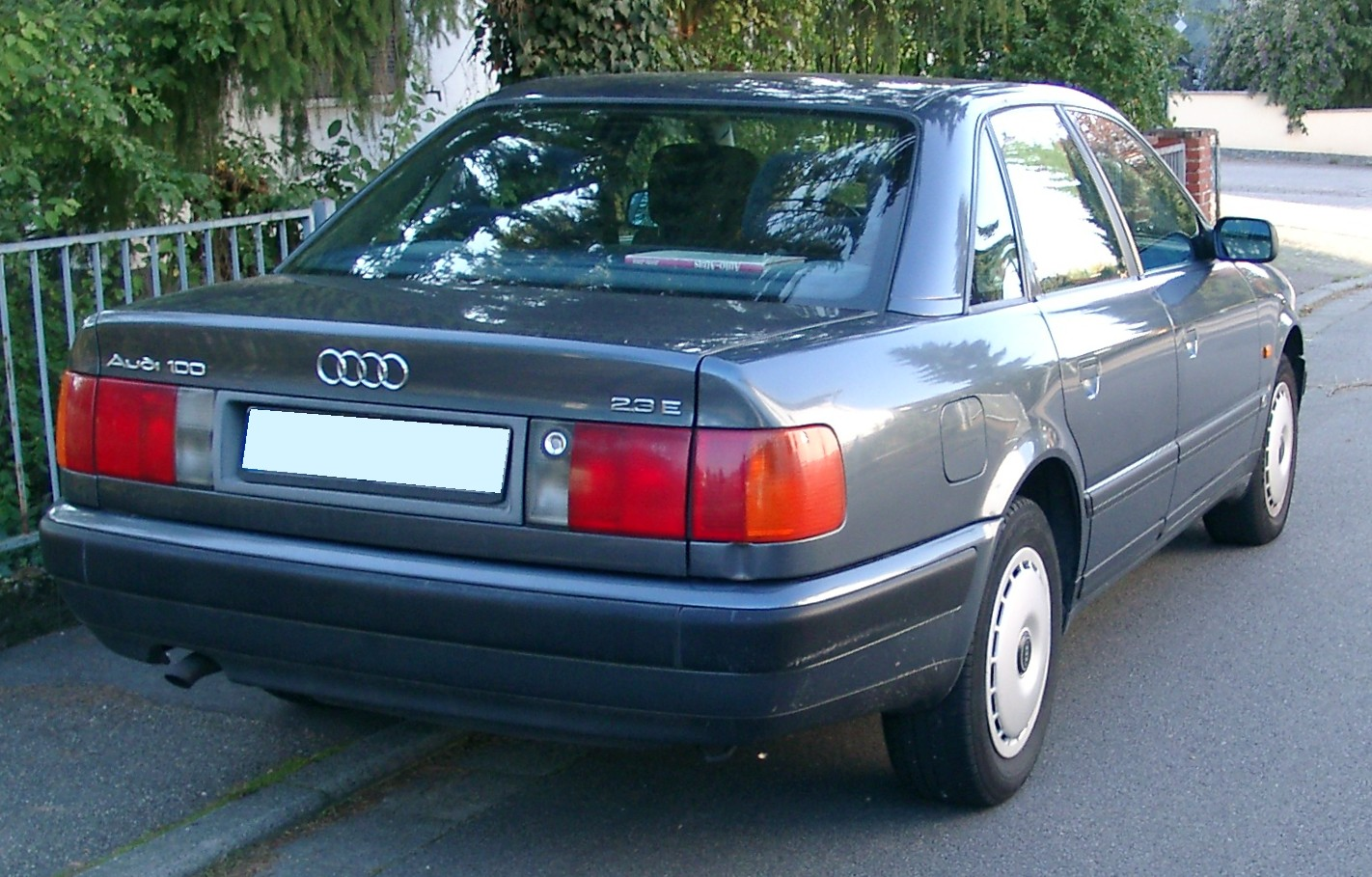
Arrière.
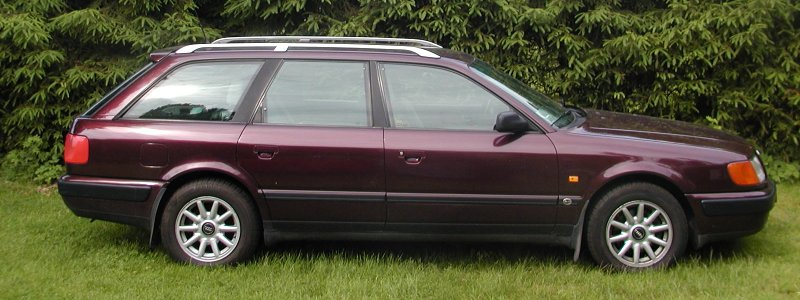
Break Avant.